# Expertise préalable
L'expertise préalable est une prestation souvent proposée par les experts d'assurés. Elle permet de dresser une synthèse et une évaluation des immobilisations, c'est-à-dire de l'ensemble des biens appartenant à l'entreprise ou au particulier en vue d'assurance. L'expertise préalable est définie par le référentiel CNPP 6109 de juin 2013.

## Définition et fonction de l'expertise préalable
L'expertise préalable permet au particulier ou à l'entreprise d'évaluer l'ensemble de ses biens (bâtiments, équipement technique, terrains, structures...). Cette expertise peut se faire par le biais d'un expert d'assuré. 
Cette synthèse des immobilisations permet au client d'assurer ses biens à leur juste valeur, et ainsi d'éviter une sous-assurance ou au contraire une sur-assurance.

## Déroulement d'une expertise préalable
L'expertise préalable peut être demandée par l'intermédiaire de la compagnie d'assurance (le courtier) ou directement par l'assuré. L'expert va ensuite constituer un dossier après une visite visant à évaluer les biens du client.